# Enicospilus grammospilus
Enicospilus grammospilus là một loài tò vò trong họ Ichneumonidae.